# Mutació consonàntica
La mutació consonàntica, en sincronia, és un canvi fonètic en el qual la consonant d'una paraula canvia d'acord amb el seu entorn morfològic i sintàctic. El seu coneixement és objecte de la morfofonologia.
Aquest fenomen es troba en molts d'idiomes en tots els continents. L'exemple típic és la mutació consonàntica de la inicial en totes les llengües cèltiques modernes. Aquest canvi consonàntic inicial també s'observa en el paiute meridional i en diverses llengües d'Àfrica Occidental com el peul. Les llengües fíniques (o baltofineses) com el finès i l'estonià, i les llengües sami, tenen mutacions internes en els mots, anomenades alternança consonàntica. El dholuo, una llengua nilosahariana parlada a Kenya, muda les consonants finals dels radicals, així com ho fa l'anglès en menor mesura. La mutació de les consonants inicials, mitjanes i finals també es troba en l'hebreu modern. El japonès fa mutar certes inicials en composició: el fenomen es diu rendaku.
El terme de mutació consonàntica també s'utilitza en un altre sentit en fonètica històrica, per descriure els canvis sistemàtics en l'articulació de sèries de consonants, especialment en les llengües germàniques (llei de Grimm i mutació consonàntica a l'alt alemany).

## Canvis de sons similars
La mutació consonant inicial no s'ha de confondre amb els casos de sandhi, que poden referir-se a canvis a les inicials dels mots desencadenats pel seu entorn fonològic, a diferència de les mutacions, que són desencadenades pel seu entorn morfosintàctic. A continuació es detallen alguns exemples de sandhi en inicial de mot.
- Espanyol: [b, d, ɡ], produïts després de les nasals i la pausa, s'alternen amb [β, ð, ɣ], que es produeixen després de vocals i consonants líquides. Exemple: un [b] arco 'un vaixell', mi [β] arco 'el meu vaixell'. Això també passa en hebreu, arameu i tàmil.
- Gaèlic escocès: en alguns dialectes, les parades en síl·labes accentuades són expressades després de les nasals, p. Ex. [kʰaht] "un gat", [əŋ ɡaht] "el gat".

Els efectes de Sandhi com aquests (o altres processos fonològics) solen ser l'origen històric de la mutació morfosintàctica. Per exemple, la mutació fricativa anglesa descrita a continuació s'origina en una alternança al·lòfona de l'anglès antic, on una fricativa sonora es produeix entre vocals (o altres consonants sonores), i una sorda es produeix al principi o al final, i també quan és adjacent a les consonants sordes. Els antics infinitius anglesos anglesos acabaven en - (i)an i els substantius plurals (d'una classe de declinació molt comuna) acabaven en -as. Així, hūs 'la casa' tenia [s], mentre que hūsas 'les cases' i hūsian 'a la casa' tenien [z]. Després que la majoria de les terminacions es perdessin en anglès, i que el contrast entre les fricatives sonores i sordes fonemitzades desaparegués (en gran part a causa de l'afluència de préstecs francesos), l'alternança es va morfologitzar.

## Mutacions observades en diverses llengües

### Llengües cèltiques
Les llengües celtes són conegudes per les mutacions consonàntiques de les inicials. Segons les llengües el nombre i els tipus de mutacions varien: el gaèlic escocès i el manx en tenen només una, el gaèlic irlandès en té dues, mentre que les llengües britòniques (bretó, còrnic i gal·lès) em tenen tres cadascuna (però no les mateixes). A més, el gaèlic irlandès i el britònic tenen mutacions mixtes que muten certs sons d'una manera i altres sons d'alguna altra manera en certs contextos gramaticals.
Encara que les condicions de mutació difereixen segons el llenguatge, algunes són bastant generals. En totes les llengües cèltiques, els substantius femenins singulars muten després de l'article definit, així com els seus adjectius epítets. De la mateixa manera, els pronoms possessius de les terceres persones ("el seu", "la seva", "els seu" i "les seves") són sovint homònims i es distingeixen a la via oral per les mutacions que comporten. Aquests són alguns exemples en bretó, irlandès i gal·lès:
| Bretó             | Irlandès      | Gal·lès      | Traducció catalana  |
| ----------------- | ------------- | ------------ | ------------------- |
| gwreg             | bean          | gwraig       | dona                |
| bras/meur         | mór           | mawr         | gran                |
| ar wreg vras/veur | an bhean mhór | y wraig fawr | la gran dona        |
| kazh              | cat           | cath         | gat                 |
| e gazh            | a chat        | ei gath      | el seu gat (d'ell)  |
| he c'hazh         | a cat         | ei chath     | el seu gat (d'ella) |
| o c'hazh          | a gcat        | eu cath      | el seu gat (d'ells) |

Les llengües gaèliques presenten les mutacions següents:
- La lenició, indegudament anomenada també aspiració, correspon a un debilitament general de l'articulació: les oclusives i m es converteixen en fricatives, f emmudeix, s es converteix en h, n i l es realitzen amb menys tensió
- L'eclipsi, incorrectament també anomenada nasalització, transforma les oclusives sordes en sonores, les oclusives sonores en nasals i sonoritza f. L'eclipsi és específica de l'irlandès.

L'ortografia de l'irlandès descriu amb precisió les seves mutacions excepte n i l; cada consonant escrita correspon en fonologia a dos fonemes, perquè l'irlandès practica una distinció de palatalització per a gairebé totes les seves consonants, indicada en l'ortografia per l'escriptura de les vocals circumdants. A la taula següent es presenten les mutacions escrites, primer en la seva forma ortogràfica, després en forma fonològica (la realització fonètica varia segons els dialectes). El fonema indicat correspon al de la consonant no palatalitzada.
| Radical | Lenició     | Eclipsi |
| ------- | ----------- | ------- |
| p /p/   | ph /f/      | bp /b/  |
| t /t/   | th /h/      | dt /d/  |
| c /k/   | ch /x/      | gc /g/  |
| b /b/   | bh /w/, /v/ | mb /m/  |
| d /d/   | dh /γ/      | nd /N/  |
| g /g/   | gh /γ/      | ng /ŋ/  |
| m /m/   | mh /w/      |         |
| n /N/   | n /n/       |         |
| f /f/   | fh (zéro)   | bhf /v/ |
| s /s/   | sh /h/      |         |
| n /N/   | n /n/       |         |
| l /L/   | l /l/       |         |

L'escocès segueix els mateixos principis per indicar la lenició.
Les llengües britòniques tenen les següents mutacions: 
- la lenició, també coneguda com a afebliment, ja que és en l'idioma gaèlic un debilitament general de l'articulació, però els efectes produïts són diferents: transforma les oclusives sordes en sonores, d'una banda, les oclusives sonores i m en fricatives sonores; en gal·lès les líquides també es muten; en còrnic tardà i en molts de dialectes bretons, també s'hi observa una neolenició de constitució més tardana, que transforma les fricatives sordes en sonores, però no sempre en els mateixos contexts.
- la provecció, també anomenada enduriment o enfortiment, converteix les oclusives sonores en sordes; és específica del bretó i el còrnic inicial, però totes les llengües britòniques la coneixen com a alternança morfològica interna.
- l'espirantització, és el pas de l'oclusiva sorda a la fricativa (sorda al principi, però pot arribar a ser sonora per neolenició).
- la nasalització, és el pas de l'oclusiva a la nasal; és especialment productiu en gal·lès, i n'hi ha traces en bretó i còrnic.

Taula de mutacions inicials en gal·lès:
| Radical | Lenició | Nasalització | Espirantització |
| ------- | ------- | ------------ | --------------- |
| p /p/   | b /b/   | mh /mh/      | ph /f/          |
| t /t/   | d /d/   | nh /nh/      | th /θ/          |
| c /k/   | g /g/   | ngh /ŋh/     | ch /x/          |
| b /b/   | f /v/   | m /m/        |                 |
| d /d/   | dd /ð/  | n /n/        |                 |
| g /g/   |  (zéro)        | ng /ŋ/       |                 |
| m /m/   | f /v/   |              |                 |
| ll /ɬ/  | l /l/   |              |                 |
| rh /r̥/  | r /r/   |              |                 |

### Anglès
En l'anglès antic, les parades velars es palatalitzaren en certs casos i no en altres. Això va donar lloc a algunes alternances. Moltes d'aquestes s'han anivellat, però n'hi ha indicis en alguns doblets de paraules com ara ditch /dɪtʃ/ i dike /daɪk/.
En el temps passat de certs verbs, l'anglès també conserva petjades de diversos desenvolupaments sonors antics com *kt> *xt i *ŋx> *x; Molts d'aquests s'han complicat encara més després de la pèrdua de /x/ en l'anglès mitjà.
- seek /siːk/ : sought /sɔːt/
- think /θɪŋk/ : thought /θɔːt/

La parella teach /tiːt͡ʃ/ : taught /tɔːt/ té una combinació d'aquest fenomen i de palatització.
Una segona palatalització, anomenada iod-coalescència, es dona en préstecs del llatí. Un subtipus afecta les consonants sibilants: abans /sj/ i /zj/ estaven palatalitzades, donant lloc a una alternança entre alveolars /s z/ i postalveolar /ʃ ʒ/.
- confess /kənˈfɛs/ : confession /kənˈfɛʃən/
- fuse /fjuːz/ : fusion /ˈfjuːʒən/

Una altra capa improductiva resulta de la palatalització llatina vulgar d'alts velars abans de les vocals frontals i, per tant, s'importa des de les llengües romàniques. Aquí /k ɡ/ alternar amb /s dʒ/.
- induce /ɪnˈdjuːs/ : induction /inˈdʌkʃən/
- magic /ˈmædʒɪk/ : magus /meɪɡəs/

També es produeix una combinació d'alternança hereditària i préstec: un patró d'alternança *t: *sj es va introduir en els préstecs llatins, que en anglès es va convertir en una alternança entre /t/ i /ʃ/.
- act /ækt/ : action /ˈækʃən/

### Rus
En rus, la mutació consonàntica i les alternances són un fenomen molt comú en la formació de paraules, la conjugació i en els adjectius comparatius.
- к /k/ → ч /tɕ/
- г /ɡ/ → ж /ʐ/
- х /x/ → ш /ʂ/, com a тихий "silenci" i тише "silenciós"
- т /t/ → ч /tɕ/, д /d/ → ж /ʐ/
- з /z/ → ж /ʐ/, с /s/ → ш /ʂ/, ц /ts/ → ч /tɕ/
- ск /sk/ → щ /ɕː/: плеск → плещет "esquitxades" / "(ell) esquitxa", ст /st/ → щ /ɕː/: свистеть → свищу "xiular" / "Jo xiulo".

### Finès
En finès (així com en llengües relacionades com l'estonià i de més lluny el sami), les consonants finals dels radicals muten (generalment es denomina gradació en la literatura anglosaxona i alternança consonàntica en francès). Només hi ha un tipus de mutació, afebliment, que afecta els fonemes oclusius p t k (i, en menor mesura, a g i b).
| Radical | Forma afeblida |
| ------- | -------------- |
| pp      | p              |
| tt      | t              |
| kk      | k              |
| p       | v              |
| t       | d              |
| k       | v, zéro        |
| bb      | b              |
| gg      | g              |

| Radical | Forma afeblida |
| ------- | -------------- |
| mpp     | mp             |
| mp      | mm             |
| ntt     | nt             |
| nt      | nn             |
| nkk     | nk             |
| nk      | ng             |
| lp      | lv             |
| lt      | ll             |
| lk      | l, lj          |
| rp      | rv             |
| rt      | rr             |
| rk      | r, rj          |
| ht      | hd             |
| hk      | h, hj          |

### Llengües africanes
També a les llengües senegambianes (família Níger-Congo) hi existeix mutació inicial. En fulani, per exemple, la consonant inicial de molts nombres canvia de la forma singular a la forma plural:
| Singular | Singular    | Plural | Plural        |
| -------- | ----------- | ------ | ------------- |
| pul-lo   | '[un] fula' | ful-ɓe | '[els] fules' |
| guj-jo   | 'lladre'    | wuy-ɓe | 'lladres'     |
| gor-ko   | 'home'      | wor-ɓe | 'homes'       |
| huɗo     |             |        |               |